# Ahmed Rifat Ibrahim
Ahmad Rifat Muhammad Ali Ibrahim (31. srpna 1942, Káhira – 2. listopadu 2011, Káhira) byl egyptský princ a osmanský Sultanzade.

## Život
Narodila se 31. srpna 1942 v Káhiře jako syn egyptského prince Muhammada Ali Ibrahima a osmanské princezny Hanzade Sultan.
Dne 26. června 1969 se oženil s Emine Uşaklıgil (nar. 20. října 1944, Vichy), se kterou se za nějakou dobu rozvedl.
Zemřel svobodný a bezdětný 2. listopadu 2011 v Káhiře. Pohřben byl mauzoleu Hosh al-Basha v Káhiře.